# Turgi
Turgi es una comuna suiza del cantón de Argovia, situada en el distrito de Baden. Limita al norte con la comuna de Untersiggenthal, al noreste con Obersiggenthal, al este con Baden, y al sur y oeste con Gebenstorf.
En 2002 Turgi recibió el premio Wakker. Premio anual otorgado por la Sociedad Patrimonial Suiza a las comunas que se esfuerzan en la preservación y desarrollo de su apariencia y arquitectura.

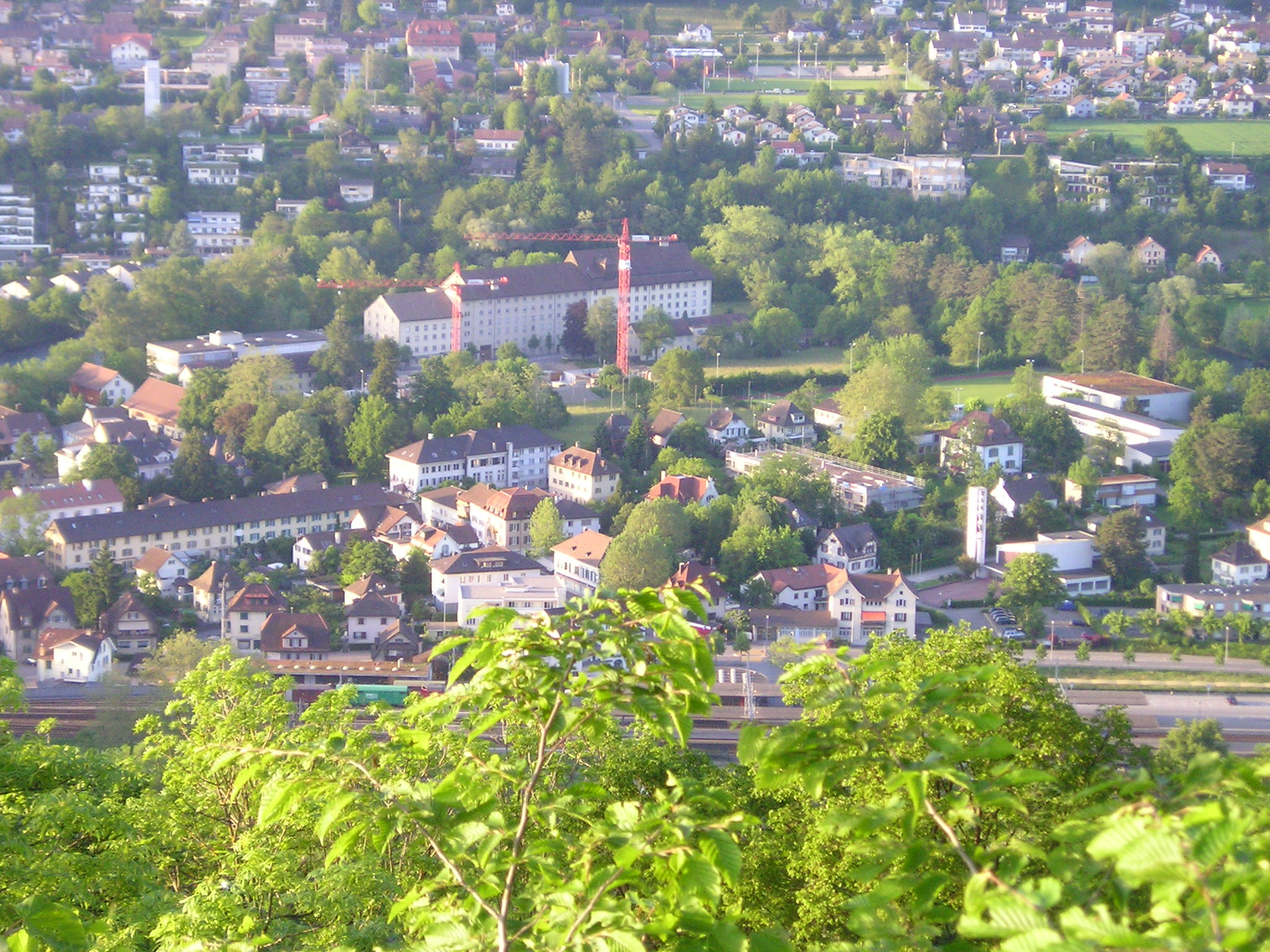
Vista de Turgi.

## Transportes
Ferrocarril
Cuenta con una estación ferroviaria en la que efectúan parada trenes regionales y de cercanías pertenecientes a las redes S-Bahn Argovia y S-Bahn Zúrich.